# Atletica leggera ai Giochi della XIX Olimpiade - 400 metri piani femminili

Video della Finale

I 400 metri piani hanno fatto parte del programma femminile di atletica leggera ai Giochi della XIX Olimpiade. La competizione si è svolta nei giorni 14-16 ottobre 1968 allo Stadio Olimpico Universitario di Città del Messico.

## L'eccellenza mondiale
| Campionessa olimpica 1964 | 52"0 | Betty Cuthbert | Ritir. 1964 |
| Campionessa europea 1966  | 52"9 | Anna Chmelkova | Assente     |
| Primatista stagionale     | 52"9 | Jarvis Scott   | Presente    |
| Vincitrice dei Trials USA | 53"5 | Jarvis Scott   | Presente    |

## La gara
Gli effetti dell'altitudine sono ancora poco conosciuti. Nei turni eliminatori la nigeriana Olajiunmoke Bodunrin viene ricoverata in ospedale dopo la sua gara per grave debito d'ossigeno.

Le favorite sono la cubana Aurelia Penton e la britannica Lillian Board. Il miglior tempo della semifinale è della britannica, che vince la seconda serie in 52"5.
I tempi delle atlete migliorano a mano a mano che ci si avvicina all'ultimo turno.

La finale è una gara velocissima con un finale emozionante: spunta per prima sulla dirittura d'arrivo la Board, a fianco a lei la francese Besson e la sovietica Pechonkina. La Board sembra tenere fino alla fine, ma negli ultimi metri la francese la sopravanza e vince di un soffio. Il suo tempo è vicinissimo al record mondiale della nordcoreana Shin Kim Dan (51"9). Solo quinta Aurelia Penton, che precede la primatista stagionale Jarvis Scott.

## Risultati

### Turni eliminatori
| 4 Batterie   | 14 ottobre | 29 iscritte   | Si qualificano le prime 4. |
| 2 Semifinali | 15 ottobre | 8 + 8         | Si qualificano le prime 4. |
| Finale       | 16 ottobre | 8 concorrenti |                            |

### Batterie
| Pos. | Atleta            | Nazione        | Tempo ufficiale | Tempo elettrico | Nota |
| ---- | ----------------- | -------------- | --------------- | --------------- | ---- |
| 1    | Colette Besson    | Francia        | 53"1            | 53"11           | Q    |
| 2    | Jarvis Scott      | Stati Uniti    | 53"5            | 53"53           | Q    |
| 3    | Helga Henning     | Germania Ovest | 53"5            | 53"58           | Q    |
| 4    | Joan Fisher       | Canada         | 54"6            | 54"62           | Q    |
| 5    | Enriqueta Basilio | Messico        | 55"6            | 55"47           |      |
| 6    | Joyce Bennett     | Australia      | 56"5            | 56"56           |      |

| Pos. | Atleta           | Nazione          | Tempo ufficiale | Tempo elettrico | Nota |
| ---- | ---------------- | ---------------- | --------------- | --------------- | ---- |
| 1    | Aurelia Pentón   | Cuba             | 52"8            | 52"86           | Q    |
| 2    | Lillian Board    | Gran Bretagna    | 52"9            | 53"00           | Q    |
| 3    | Ingrīda Verbele  | Unione Sovietica | 54"0            | 54"07           | Q    |
| 4    | Una Morris       | Giamaica         | 54"1            | 54"19           | Q    |
| 5    | Anne Covell      | Canada           | 54"3            | 54"34           |      |
| 6    | Anna Chmelková   | Cecoslovacchia   | 54"9            | 54"91           |      |
| 7    | Antónia Munkácsi | Ungheria         | 55"6            | 55"61           |      |
| 8    | Jean Robotham    | Costa Rica       | 58"2            | 58"25           |      |

| Pos. | Atleta               | Nazione       | Tempo ufficiale | Tempo elettrico | Nota |
| ---- | -------------------- | ------------- | --------------- | --------------- | ---- |
| 1    | Mirna van der Hoeven | Paesi Bassi   | 53"1            | 53"17           | Q    |
| 2    | Esther Stroy         | Stati Uniti   | 53"5            | 53"58           | Q    |
| 3    | Janet Simpson        | Gran Bretagna | 53"6            | 53"63           | Q    |
| 4    | Monique Noirot       | Francia       | 53"6            | 53"67           | Q    |
| 5    | Tekla Chemabwai      | Kenya         | 54"0            | 54"05           |      |
| 6    | Sandra Brown         | Australia     | 55"4            | 55"43           |      |
| 7    | Channa Shezifi       | Israele       | 56"3            | 56"38           |      |

| Pos. | Atleta                  | Nazione          | Tempo ufficiale | Tempo elettrico | Nota |
| ---- | ----------------------- | ---------------- | --------------- | --------------- | ---- |
| 1    | Natal'ja Pečënkina      | Unione Sovietica | 53"7            | 53"73           | Q    |
| 2    | Mary Green              | Gran Bretagna    | 53"9            | 54"00           | Q    |
| 3    | Karin Wallgren-Lundgren | Svezia           | 54"2            | 54"30           | Q    |
| 4    | Lois Drinkwater         | Stati Uniti      | 54"5            | 54"56           | Q    |
| 5    | Donata Govoni           | Italia           | 54"7            | 54"77           |      |
| 6    | Eeva Haimi              | Finlandia        | 55"0            | 55"01           |      |
| 7    | Josefa Vicent           | Uruguay          | 56"3            | 56"34           |      |
| 8    | Olajumoke Bodunrin      | Nigeria          | 57,0            | 57"09           |      |

### Semifinali
| Pos. | Atleta          | Nazione          | Tempo ufficiale | Tempo elettrico | Nota |
| ---- | --------------- | ---------------- | --------------- | --------------- | ---- |
| 1    | Helga Henning   | Germania Ovest   | 53"3            | 53"33           | Q    |
| 2    | Colette Besson  | Francia          | 53"6            | 53"62           | Q    |
| 3    | Janet Simpson   | Gran Bretagna    | 54"0            | 54"01           | Q    |
| 4    | Aurelia Pentón  | Cuba             | 54"0            | 54"08           | Q    |
| 5    | Esther Stroy    | Stati Uniti      | 54"3            | 54"35           |      |
| 6    | Una Morris      | Giamaica         | 54"6            | 54"63           |      |
| 7    | Ingrīda Verbele | Unione Sovietica | 54"6            | 54"67           |      |
| 8    | Joan Fisher     | Canada           | 55"2            | 55"37           |      |

| Pos. | Atleta                  | Nazione          | Tempo ufficiale | Tempo elettrico | Nota |
| ---- | ----------------------- | ---------------- | --------------- | --------------- | ---- |
| 1    | Lillian Board           | Gran Bretagna    | 52"5            | 52"56           | Q    |
| 2    | Mirna van der Hoeven    | Paesi Bassi      | 52"6            | 52"69           | Q    |
| 3    | Natal'ja Pečënkina      | Unione Sovietica | 52"8            | 52"83           | Q    |
| 4    | Jarvis Scott            | Stati Uniti      | 53"2            | 53"22           | Q    |
| 5    | Mary Green              | Gran Bretagna    | 53"6            | 53"64           |      |
| 6    | Karin Wallgren-Lundgren | Svezia           | 53"9            | 53"93           |      |
| 7    | Monique Noirot          | Francia          | 54"2            | 54"30           |      |
| 8    | Lois Drinkwater         | Stati Uniti      | 57"3            | 57"39           |      |

### Finale
| Pos.    | Corsia | Atleta               | Età | Nazione          | Tempo ufficiale | Tempo elettrico | Nota  |
| ------- | ------ | -------------------- | --- | ---------------- | --------------- | --------------- | ----- |
| Oro     | 5      | Colette Besson       | 22  | Francia          | 52"0            | 52"03           | [ 1 ] |
| Argento | 1      | Lillian Board        | 19  | Gran Bretagna    | 52"1            | 52"12           |       |
| Bronzo  | 8      | Natal'ja Pečënkina   | 22  | Unione Sovietica | 52"2            | 52"25           |       |
| 4       | 7      | Janet Simpson        | 24  | Gran Bretagna    | 52"5            | 52"57           |       |
| 5       | 2      | Aurelia Pentón       | 27  | Cuba             | 52"7            | 52"75           |       |
| 6       | 4      | Jarvis Scott         | 21  | Stati Uniti      | 52"7            | 52"79           |       |
| 7       | 3      | Helga Henning        | 30  | Germania Ovest   | 52"8            | 52"89           |       |
| 8       | 6      | Mirna van der Hoeven | 20  | Paesi Bassi      | 53"0            | 53"02           |       |